# Ezio Levi
Ezio Levi d'Ancona (Mantova, 1884 - Boston, 1941) fue un filólogo e hispanista italiano de origen sefardí, también conocido por sus habilidades como pianista.

## Biografía
De familia ferraresa de origen sefardí, nació en Mantua y se graduó en letras la Universidad de Pavía (1906), en la Escuela Superior Ghisleri. Luego pasó al Instituto de Estudios Superiores de Florencia, donde fue alumno de Pio Rajna y Alessandro d'Ancona, cuyo apellido tomará en 1921 al casarse con una pariente suya, Flora Aghib, en 1916. De ella tuvo dos hijos, la historiadora del arte Mirella Levi d'Ancona y el ingeniero Pier Lorenzo Levi. Amplió estudios en Berlín y París. Dio clases en los liceos de Lucera y Nápoles. Enseñó en la Escuela Naval de Livorno de 1912 a 1918; en Florencia enseñó Magisterio entre 1918 y 1922; en Palermo, filología románica entre 1923 y 1925 y en Nápoles de 1926 hasta que el Real Decreto Ley racista del 17 de noviembre de 1938 (núm. 1728), lo expulsó de su cátedra; emigró a los Estados Unidos en 1940 y dio clases en el Wellesley College de Massachusetts. Murió en Boston a los cincuenta y siete años, consumido por una úlcera de estómago.
En un principio se interesó por el mundo juglaresco y la poesía del duecento italiano, por un lado, y por la novelística comparada por el otro. En esta línea se sitúa su interés sobre el tema de Don Carlos, que retomó en su madurez. En torno a 1920 se apasionó por la figura y la obra de María de Francia. En los años de su madurez su interés se concentró sobre España, especialmente por su literatura contemporánea y por la romántica. Algunas de sus obras son Motivos Hispánicos (1933); Nella letteratura spagnola contemporanea: (saggi) (Florencia: La Voce, 1922); Lope de Vega e L'Italia (Florencia: G. C. Sansoni, 1935); Vite romantiche (Napoli: Riccardo Ricciardi, 1934). Invitó a Federico García Lorca a visitar Italia. Fue académico de la Real Academia de Bellas Artes de Valladolid desde 1934. Su archivo se conserva en la Biblioteca Universitaria de Bolonia.

## Obras
- Francesco di Vannozzo e la lirica nelle corti lombarde durante la seconda metà del secolo XIV, Firenze, 1908.
- Antonio e Nicolò da Ferrara, poeti e uomini di corte del Trecento, Ferrara, 1909.
- Fiore di leggende: cantari antichi, editi e ordinati da Ezio Levi, serie prima: Cantari leggendari, Bari, 1914.
- I cantari leggendari del popolo italiano nei secoli XIV e XV, Torino, 1914.
- Poesia di popolo e poesia di corte nel Trecento, Livorno, 1915.
- Il libro dei cinquanta miracoli della Vergine, edito ed illustrato da E. L., Bologna, 1917.
- Il canzoniere di Maestro Antonio da Ferrara, Firenze, 1918.
- I lais brettoni e la leggenda di Tristano, Perugia, 1918.
- Piccarda e Gentucca. Studi e ricerche dantesche, Bologna, 1921.
- Poeti antichi lombardi, a cura di E. L., Milano, 1921.
- Nella letteratura spagnola contemporanea. Saggi, Firenze, 1922.
- II Principe Don Carlos nella leggenda e nella poesia, Pavia 1914 (seconda edizione: Roma, 1924).
- Uguccione da Lodi e i primordi della poesia italiana, Venezia, 1928.
- I catalani in Italia al tramonto del medio evo, Palma, 1929.
- (con Ettore Gàbrici), Lo Steri di Palermo e le sue pitture, Roma, 1932.
- Motivos hispánicos, prólogo de Ramón Menéndez Pidal, Firenze, 1933.
- Vite romantiche, Napoli, 1934.
- Lope de Vega e l'Italia, prefazione di Luigi Pirandello, Firenze, 1935.
- Cinque studi sull'Ariosto, Napoli, 1938.